# Adolphe de Nassau-Siegen
Adolphe, comte de Nassau-Siegen (Dillenburg, 8 août 1586 – à Xanten, 17 novembre 1608) est un soldat hollandais.

## Biographie
Il est le troisième fils de Jean VII de Nassau-Siegen et de sa première épouse Madeleine de Waldeck. Il étudie, en 1601, à Genève, et entre en 1604 au service de l'État. Puis il prend part au Siège d'Ostende (1604) et l'Apport de Sluis (1604). Le 3 avril 1606, il est nommé capitaine. Il part ensuite à Luxembourg et est mort sur le chemin du retour à la ville allemande de Xanten. Il est enterré le 23 novembre 1608 dans l'église de Nimègue.